# Харзевинкель
Харзевинкель (нем. Harsewinkel) — город в Германии, в земле Северный Рейн-Вестфалия.
Подчинён административному округу Детмольд. Входит в состав района Гютерсло.  Население составляет 24 072 человека (на 31 декабря 2010 года). Занимает площадь 100,12 км². Официальный код — 05 7 54 016.
Город подразделяется на 3 городских района.

## Экономика
В городе расположена штаб-квартира машиностроительной компании Claas, крупного производителя сельскохозяйственной техники.

## Фотографии

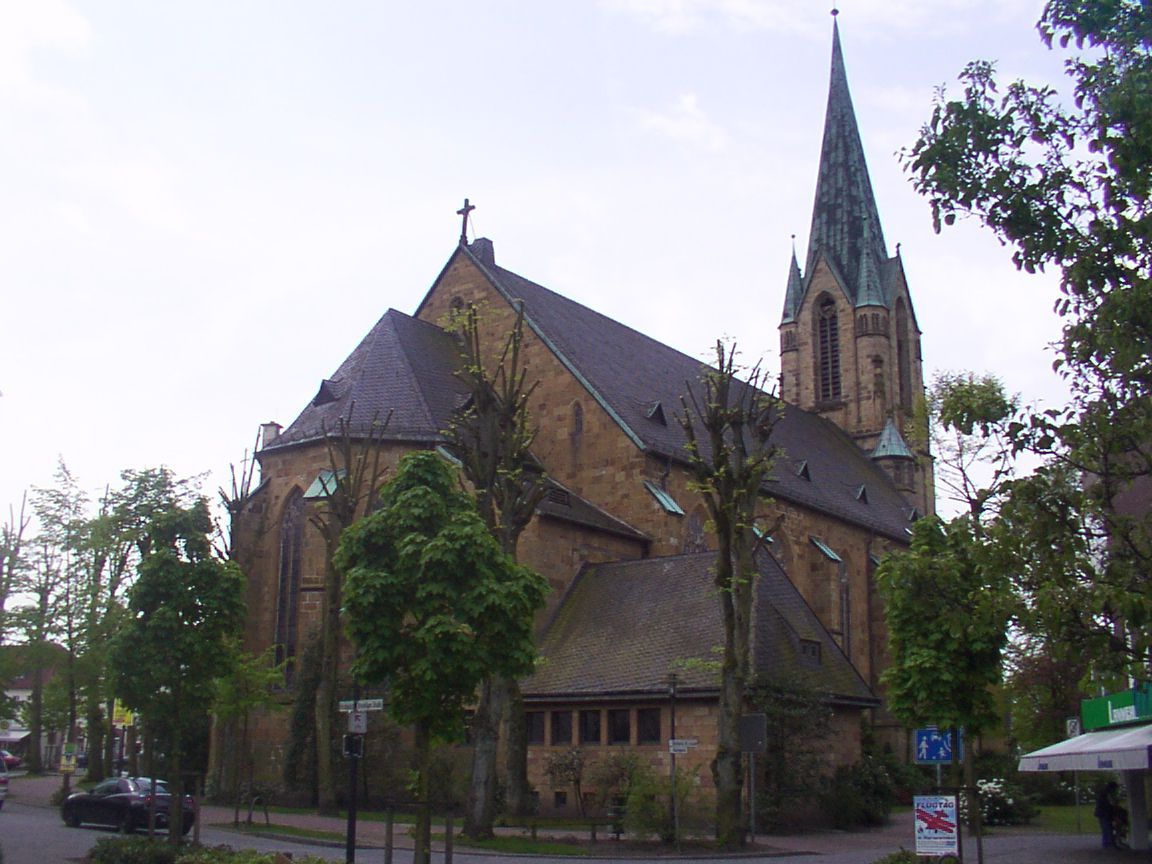
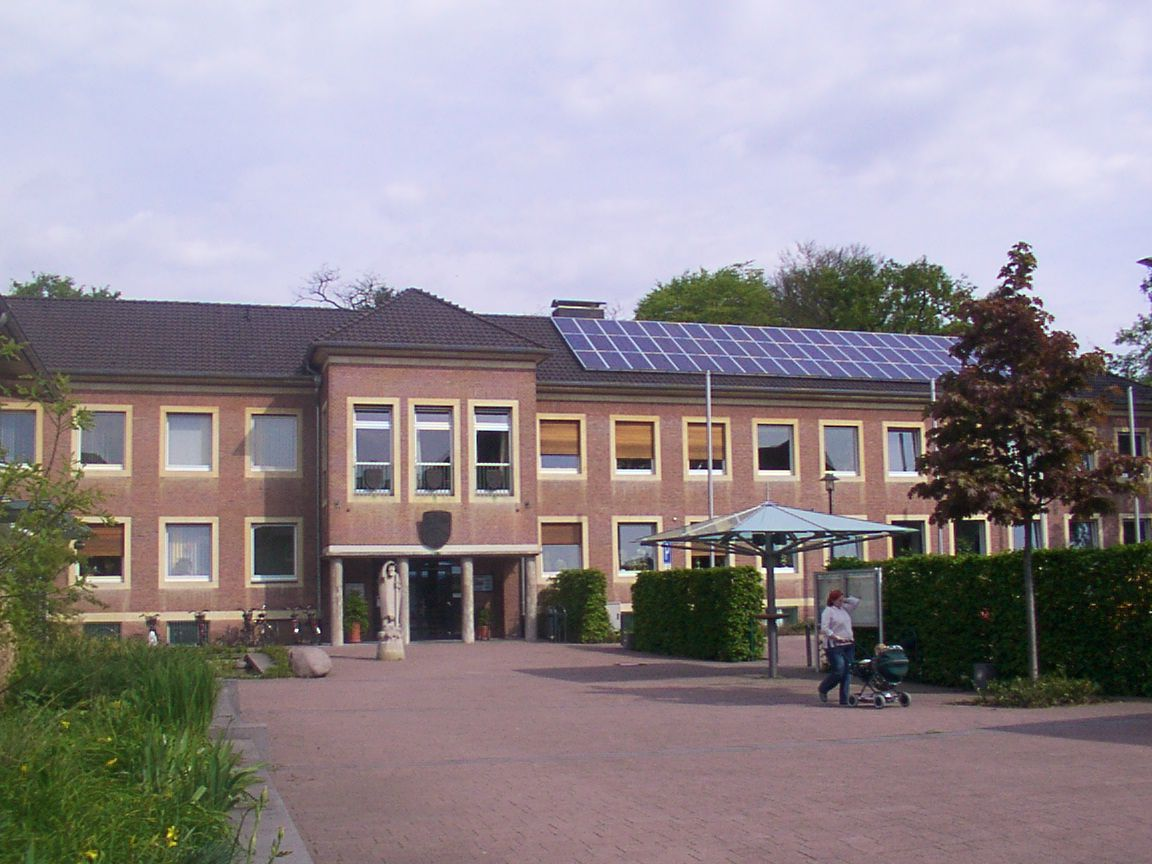